# Liste des seigneurs de Chaumont-sur-Loire
La seigneurie de Chaumont-sur-Loire est une ancienne seigneurie féodale, d'abord du comté de Blois puis celui d'Anjou, avec Chaumont-sur-Loire (actuel Loir-et-Cher) comme capitale.
1026–1550
Au XIe siècle, ce fief n’était qu’une seigneurie qui dépendait de Gilduin de Saumur, sénéchal du vicomte Thibaud de Tours. Chaumont-sur-Loire entra dès le siècle suivant en possession de la maison d'Amboise, vassale quant à elle du comté d'Anjou, jusqu'au XVe siècle.
La seigneurie de Chaumont se sépare de celle d'Amboise en 1274, et devient même le dernier fief restant de la famille en Val de Loire après l'acquisition par le roi d'Amboise en 1432 puis de Montrichard en 1461, avant d'être à son tour intégrée au domaine royal en 1550, pendant la régence de Catherine de Médicis.

## Liste des seigneurs

### Maison de Blois
Au Xe siècle, Eudes Ier, comte de Blois, fait construire une forteresse pour protéger la ville de Blois contre les attaques des comtes d'Anjou.

### Maison de Chaumont-Pontlevoy
Un batailleur du comte Eudes II, Gilduin de Saumur, surnommé le Diable de Saumur, combattit le comte d'Anjou Foulques Nerra et reçut en récompense le château de Chaumont.
| Portrait | Seigneur                                     | Période       | Autres titres                                        | Notes |
| -------- | -------------------------------------------- | ------------- | ---------------------------------------------------- | --- |
|          | Guelduin de Saumur, dit le Diable († v.1044) | 1026 – v.1044 | Seigneur de Saumur, puis de Pontlevoy et Montrichard | Dans un contexte de guerre constante avec le comté d'Anjou et ses vassaux d'Amboise, il perd Montrichard en 1030. |
|          | Denise de Pontlevoy (?–?)                    | ?? – ??       | Dame de Pontlevoy                                    | |

### Maison d'Amboise

#### Branche aînée
Sa petite-nièce, Denise de Fougères ou de Pontlevoy, ayant épousé en 1039 Sulpice Ier d'Amboise, le château passe dans la famille d'Amboise pour plus de cinq siècles, jusqu'au rachat au nom de la Couronne par Catherine de Médicis en 1550.
| Portrait                                  | Seigneur                        | Période     | Autres titres                                          | Notes |
| ----------------------------------------- | ------------------------------- | ----------- | ------------------------------------------------------ | --- |
|                                           | Sulpice Ier d'Amboise († 1081)  | 1039 – 1081 | Seigneur d'Amboise et de Montrichard                   | Fils aîné de Lisois d'Amboise, Sulpice Ier conteste l'autorité du comte Foulques IV et entre en guerre contre son suzerain. |
|                                           | Hugues Ier d'Amboise († 1129)   | 1081 – 1129 | Seigneur d'Amboise et de Montrichard                   | En 1095, Hugues Ier répond avec enthousiasme à l'appel du pape Urbain II à la Première croisade, et confie la rive gauche de la Loire (dont Chaumont-sur-Loire et Montrichard) à son beau-frère Robert de Rochecorbon. Parti aux côtés du comte Étienne II de Blois et du prince Hugues Ier de Vermandois, il participa notamment au siège de Nicée de 1097. |
|                                           | Sulpice II d'Amboise († 1153)   | 1129 – 1153 | Seigneur d'Amboise et de Montrichard                   | Sous son fils, Sulpice II d'Amboise, en guerre contre tous ces voisins afin d'agrandir son territoire, Montrichard est pillée à plusieurs reprises en représailles de ses assauts. |
|                                           | Hugues II d'Amboise (1140–1201) | 1153 – 1188 | Seigneur d'Amboise et de Montrichard                   | En 1154, le suzerain d'Hugues II, le comte Henri II Plantagenêt est couronné roi d’Angleterre, intégrant de fait la cité au royaume outre-Manche. En 1188, le roi Philippe Auguste assiège la cité. |
| Occupation par le roi Philippe II Auguste |                                 |             |                                                        | |
|                                           | Hugues II d'Amboise (1140–1201) | 1190 – 1201 | Seigneur d'Amboise et de Montrichard                   | Montrichard est de nouveau rendue par traité avec l'Angleterre en 1190 à Hugues II d'Amboise, qui en profite pour refortifier le château. |
|                                           | Sulpice III d'Amboise († 1218)  | 1201 – 1218 | Seigneur d'Amboise et de Montrichard                   | Fils d'Hugues II, Sulpice III se détache des Plantagenêts au profit de Philippe Auguste, qui le nomme parmi les premiers chevaliers bannerets. Signe de paix avec le camp français, il se maria même avec la comtesse Élisabeth de Chartres, une des filles du comte Thibaut V de Blois.                                                                     |
|                                           | Mahaut d'Amboise († 1256)       | 1218 – 1256 | Comtesse de Chartres, dame d'Amboise et de Montrichard | De ce mariage naquit Mahaut qui réunit les domaines d'Amboise (dont Montrichard) au comté de Chartres, indépendant depuis peu du comté de Blois. |
|                                           | Jean Ier d'Amboise (1201–1274)  | 1256 – 1274 | Seigneur d'Amboise, de Montrichard et de Limeray       | Héritier de sa cousine Mahaut, sans descendance. |

#### Branche de Chaumont
À la mort de Jean Ier d'Amboise en 1274, la seigneurie de Chaumont est définitivement détachée du fief d'Amboise (qui conserve cependant Montrichard).
| Portrait | Seigneur                                      | Période     | Autres titres                                                          | Notes |
| -------- | --------------------------------------------- | ----------- | ---------------------------------------------------------------------- | --- |
|          | Hugues V d'Amboise de Chaumont (?–?)          | 1274 – ??   |                                                                        | Petit-fils de Jean Ier d'Amboise. |
|          | Hugues VI d'Amboise de Chaumont (?–?)         | ?? – ??     |                                                                        | |
|          | Hugues VII d'Amboise de Chaumont (?–?)        | ?? – ??     |                                                                        | |
|          | Pierre d'Amboise de Chaumont (1408–1473)      | 1432 – 1473 | Seigneur des Bordes, de Meillant, de Bussy et de Sagonne               | Compagnon de Jeanne d'Arc, il participa à la Ligue du Bien public contre Louis XI. Vaincu, ses fiefs sont temporairement confisqués et le château de Chaumont est rasé en 1466, avant de lui être restitué.                       |
|          | Charles Ier d'Amboise de Chaumont (1430–1481) | 1473 – 1481 | Baron de Charenton, Comte de Brienne, Seigneur de Sagonne, de Meillant | Favori et proche du roi Louis XI. |
|          | Charles II d'Amboise de Chaumont (1473–1511)  | 1481 – 1511 | Seigneur de Meillant et de Charenton                                   | Assisté par son oncle le cardinal Georges d'Amboise, ministre de Louis XII, il poursuit la reconstruction du château dans le style Louis XII déjà marqué par la Renaissance tout en conservant la même allure générale fortifiée. |
|          | Georges d'Amboise de Chaumont (1503–1525)     | 1511 – 1525 |                                                                        | Fils du précédent, il meurt dans descendance lors de la bataille de Pavie, cédant Chaumont à sa tante Catherine. |
|          | Catherine d'Amboise (1481–1549)               | 1525 – 1549 | Dame de Meillant, de Charenton, de Sagonne, de Dampierre               | Fille cadette de Charles Ier, elle hérita des biens de son neveu Georges. |
|          | Antoinette d'Amboise (1495–1552)              | 1549 – 1550 |                                                                        | Fille de Guy d'Amboise et nièce de Catherine de laquelle elle hérita Chaumont. En 1550, elle accepta la vente du domaine à Catherine de Médicis qui le réunit au domaine royal.                                                   |

### Généalogie simplifiée (1026–1550)
|  |  |  |  |  |  |  |  |  |  |                       |                       |                       |                       |                       |                       |                  |                  |                  |                  |             |             |                     |                     |                     |                     |                     |                     |                   |                   |                      |                   |             |             |             |             |             |             |                      |                      |                      |                      |                      |                      |  |  |  |  |  |  |  |  |
|  |  |  |  |  |  |  |  |  |  |                       |                       |                       |                       |                       |                       |                  |                  |                  |                  |             |             |                     |                     |                     |                     |                     |                     |                   |                   | Guelduin de Saumur   |                   |             |             |             |             |             |             |                      |                      |                      |                      |                      |                      |  |  |  |  |  |  |  |  |
|  |  |  |  |  |  |  |  |  |  |                       |                       |                       |                       |                       |                       |                  |                  |                  |                  |             |             |                     |                     |                     |                     |                     |                     |                   |                   |                      |                   |             |             |             |             |             |             |                      |                      |                      |                      |                      |                      |  |  |  |  |  |  |  |  |
|  |  |  |  |  |  |  |  |  |  |                       |                       |                       |                       |                       |                       |                  |                  |                  |                  |             |             |                     |                     |                     |                     |                     |                     |                   |                   | Guelduin de Chaumont |                   |             |             |             |             |             |             |                      |                      |                      |                      |                      |                      |  |  |  |  |  |  |  |  |
|  |  |  |  |  |  |  |  |  |  |                       |                       |                       |                       |                       |                       |                  |                  |                  |                  |             |             |                     |                     |                     |                     |                     |                     |                   |                   |                      |                   |             |             |             |             |             |             |                      |                      |                      |                      |                      |                      |  |  |  |  |  |  |  |  |
|  |  |  |  |  |  |  |  |  |  |                       |                       |                       |                       |                       |                       |                  |                  |                  |                  |             |             |                     |                     |                     |                     |                     |                     |                   |                   |                      |                   |             |             |             |             |             |             |                      |                      |                      |                      |                      |                      |  |  |  |  |  |  |  |  |
|  |  |  |  |  |  |  |  |  |  |                       |                       |                       |                       | Lisois d'Amboise      | Lisois d'Amboise      | Lisois d'Amboise | Lisois d'Amboise | Lisois d'Amboise | Lisois d'Amboise |             |             | ??                  | ??                  | ??                  | ??                  | ??                  | ??                  |                   |                   |                      |                   |             |             |             |             |             |             | Geoffroy de Chaumont | Geoffroy de Chaumont | Geoffroy de Chaumont | Geoffroy de Chaumont | Geoffroy de Chaumont | Geoffroy de Chaumont |  |  |  |  |  |  |  |  |
|  |  |  |  |  |  |  |  |  |  |                       |                       |                       |                       | Lisois d'Amboise      | Lisois d'Amboise      | Lisois d'Amboise | Lisois d'Amboise | Lisois d'Amboise | Lisois d'Amboise |             |             | ??                  | ??                  | ??                  | ??                  | ??                  | ??                  |                   |                   |                      |                   |             |             |             |             |             |             | Geoffroy de Chaumont | Geoffroy de Chaumont | Geoffroy de Chaumont | Geoffroy de Chaumont | Geoffroy de Chaumont | Geoffroy de Chaumont |  |  |  |  |  |  |  |  |
|  |  |  |  |  |  |  |  |  |  |                       |                       |                       |                       | Sulpice Ier           | Sulpice Ier           | Sulpice Ier      | Sulpice Ier      | Sulpice Ier      | Sulpice Ier      |             |             | Denise de Pontlevoy | Denise de Pontlevoy | Denise de Pontlevoy | Denise de Pontlevoy | Denise de Pontlevoy | Denise de Pontlevoy |                   |                   | Foulques IV          | Foulques IV       | Foulques IV | Foulques IV | Foulques IV | Foulques IV |             |             |                      |                      |                      |                      |                      |                      |  |  |  |  |  |  |  |  |
|  |  |  |  |  |  |  |  |  |  |                       |                       |                       |                       | Sulpice Ier           | Sulpice Ier           | Sulpice Ier      | Sulpice Ier      | Sulpice Ier      | Sulpice Ier      |             |             | Denise de Pontlevoy | Denise de Pontlevoy | Denise de Pontlevoy | Denise de Pontlevoy | Denise de Pontlevoy | Denise de Pontlevoy |                   |                   | Foulques IV          | Foulques IV       | Foulques IV | Foulques IV | Foulques IV | Foulques IV |             |             |                      |                      |                      |                      |                      |                      |  |  |  |  |  |  |  |  |
|  |  |  |  |  |  |  |  |  |  |                       |                       |                       |                       |                       |                       |                  |                  |                  |                  |             |             |                     |                     |                     |                     |                     |                     |                   |                   |                      |                   |             |             |             |             |             |             |                      |                      |                      |                      |                      |                      |  |  |  |  |  |  |  |  |
|  |  |  |  |  |  |  |  |  |  |                       |                       |                       |                       |                       |                       |                  |                  |                  |                  |             |             |                     |                     |                     |                     |                     |                     |                   |                   |                      |                   |             |             |             |             |             |             |                      |                      |                      |                      |                      |                      |  |  |  |  |  |  |  |  |
|  |  |  |  |  |  |  |  |  |  |                       |                       |                       |                       |                       |                       |                  |                  | Hugues Ier       | Hugues Ier       | Hugues Ier  | Hugues Ier  | Hugues Ier          | Hugues Ier          |                     |                     | Élisabeth d'Anjou   | Élisabeth d'Anjou   | Élisabeth d'Anjou | Élisabeth d'Anjou | Élisabeth d'Anjou    | Élisabeth d'Anjou |             |             | Geoffroy IV | Geoffroy IV | Geoffroy IV | Geoffroy IV | Geoffroy IV          | Geoffroy IV          |                      |                      |                      |                      |  |  |  |  |  |  |  |  |
|  |  |  |  |  |  |  |  |  |  |                       |                       |                       |                       |                       |                       |                  |                  | Hugues Ier       | Hugues Ier       | Hugues Ier  | Hugues Ier  | Hugues Ier          | Hugues Ier          |                     |                     | Élisabeth d'Anjou   | Élisabeth d'Anjou   | Élisabeth d'Anjou | Élisabeth d'Anjou | Élisabeth d'Anjou    | Élisabeth d'Anjou |             |             | Geoffroy IV | Geoffroy IV | Geoffroy IV | Geoffroy IV | Geoffroy IV          | Geoffroy IV          |                      |                      |                      |                      |  |  |  |  |  |  |  |  |
|  |  |  |  |  |  |  |  |  |  |                       |                       |                       |                       |                       |                       |                  |                  |                  |                  |             |             |                     |                     |                     |                     |                     |                     |                   |                   |                      |                   |             |             |             |             |             |             |                      |                      |                      |                      |                      |                      |  |  |  |  |  |  |  |  |
|  |  |  |  |  |  |  |  |  |  |                       |                       |                       |                       |                       |                       |                  |                  |                  |                  |             |             | Sulpice II          |                     |                     |                     |                     |                     |                   |                   |                      |                   |             |             |             |             |             |             |                      |                      |                      |                      |                      |                      |  |  |  |  |  |  |  |  |
|  |  |  |  |  |  |  |  |  |  |                       |                       |                       |                       |                       |                       |                  |                  |                  |                  |             |             |                     |                     |                     |                     |                     |                     |                   |                   |                      |                   |             |             |             |             |             |             |                      |                      |                      |                      |                      |                      |  |  |  |  |  |  |  |  |
|  |  |  |  |  |  |  |  |  |  |                       |                       |                       |                       |                       |                       |                  |                  |                  |                  |             |             | Hugues II           |                     |                     |                     |                     |                     |                   |                   |                      |                   |             |             |             |             |             |             |                      |                      |                      |                      |                      |                      |  |  |  |  |  |  |  |  |
|  |  |  |  |  |  |  |  |  |  |                       |                       |                       |                       |                       |                       |                  |                  |                  |                  |             |             |                     |                     |                     |                     |                     |                     |                   |                   |                      |                   |             |             |             |             |             |             |                      |                      |                      |                      |                      |                      |  |  |  |  |  |  |  |  |
|  |  |  |  |  |  |  |  |  |  |                       |                       |                       |                       |                       |                       |                  |                  |                  |                  |             |             |                     |                     |                     |                     |                     |                     |                   |                   |                      |                   |             |             |             |             |             |             |                      |                      |                      |                      |                      |                      |  |  |  |  |  |  |  |  |
|  |  |  |  |  |  |  |  |  |  | Élisabeth de Chartres | Élisabeth de Chartres | Élisabeth de Chartres | Élisabeth de Chartres | Élisabeth de Chartres | Élisabeth de Chartres |                  |                  | Sulpice III      | Sulpice III      | Sulpice III | Sulpice III | Sulpice III         | Sulpice III         |                     |                     | Hugues III          | Hugues III          | Hugues III        | Hugues III        | Hugues III           | Hugues III        |             |             |             |             |             |             |                      |                      |                      |                      |                      |                      |  |  |  |  |  |  |  |  |
|  |  |  |  |  |  |  |  |  |  | Élisabeth de Chartres | Élisabeth de Chartres | Élisabeth de Chartres | Élisabeth de Chartres | Élisabeth de Chartres | Élisabeth de Chartres |                  |                  | Sulpice III      | Sulpice III      | Sulpice III | Sulpice III | Sulpice III         | Sulpice III         |                     |                     | Hugues III          | Hugues III          | Hugues III        | Hugues III        | Hugues III           | Hugues III        |             |             |             |             |             |             |                      |                      |                      |                      |                      |                      |  |  |  |  |  |  |  |  |
|  |  |  |  |  |  |  |  |  |  |                       |                       |                       |                       |                       |                       |                  |                  |                  |                  |             |             |                     |                     |                     |                     |                     |                     |                   |                   |                      |                   |             |             |             |             |             |             |                      |                      |                      |                      |                      |                      |  |  |  |  |  |  |  |  |
|  |  |  |  |  |  |  |  |  |  |                       |                       |                       |                       | Mahaut                | Mahaut                | Mahaut           | Mahaut           | Mahaut           | Mahaut           |             |             |                     |                     |                     |                     | Jean Ier            | Jean Ier            | Jean Ier          | Jean Ier          | Jean Ier             | Jean Ier          |             |             |             |             |             |             |                      |                      |                      |                      |                      |                      |  |  |  |  |  |  |  |  |
|  |  |  |  |  |  |  |  |  |  |                       |                       |                       |                       | Mahaut                | Mahaut                | Mahaut           | Mahaut           | Mahaut           | Mahaut           |             |             |                     |                     |                     |                     | Jean Ier            | Jean Ier            | Jean Ier          | Jean Ier          | Jean Ier             | Jean Ier          |             |             |             |             |             |             |                      |                      |                      |                      |                      |                      |  |  |  |  |  |  |  |  |
|  |  |  |  |  |  |  |  |  |  |                       |                       |                       |                       |                       |                       |                  |                  |                  |                  |             |             |                     |                     |                     |                     | Jean II             |                     |                   |                   |                      |                   |             |             |             |             |             |             |                      |                      |                      |                      |                      |                      |  |  |  |  |  |  |  |  |
|  |  |  |  |  |  |  |  |  |  |                       |                       |                       |                       |                       |                       |                  |                  |                  |                  |             |             |                     |                     |                     |                     |                     |                     |                   |                   |                      |                   |             |             |             |             |             |             |                      |                      |                      |                      |                      |                      |  |  |  |  |  |  |  |  |
|  |  |  |  |  |  |  |  |  |  |                       |                       |                       |                       |                       |                       |                  |                  |                  |                  |             |             |                     |                     |                     |                     |                     |                     |                   |                   |                      |                   |             |             |             |             |             |             |                      |                      |                      |                      |                      |                      |  |  |  |  |  |  |  |  |
|  |  |  |  |  |  |  |  |  |  |                       |                       |                       |                       |                       |                       |                  |                  |                  |                  |             |             | Hugues V            | Hugues V            | Hugues V            | Hugues V            | Hugues V            | Hugues V            |                   |                   | Pierre Ier           | Pierre Ier        | Pierre Ier  | Pierre Ier  | Pierre Ier  | Pierre Ier  |             |             |                      |                      |                      |                      |                      |                      |  |  |  |  |  |  |  |  |
|  |  |  |  |  |  |  |  |  |  |                       |                       |                       |                       |                       |                       |                  |                  |                  |                  |             |             | Hugues V            | Hugues V            | Hugues V            | Hugues V            | Hugues V            | Hugues V            |                   |                   | Pierre Ier           | Pierre Ier        | Pierre Ier  | Pierre Ier  | Pierre Ier  | Pierre Ier  |             |             |                      |                      |                      |                      |                      |                      |  |  |  |  |  |  |  |  |
|  |  |  |  |  |  |  |  |  |  |                       |                       |                       |                       |                       |                       |                  |                  |                  |                  |             |             | Hugues VI           |                     |                     |                     |                     |                     |                   |                   |                      |                   |             |             |             |             |             |             |                      |                      |                      |                      |                      |                      |  |  |  |  |  |  |  |  |
|  |  |  |  |  |  |  |  |  |  |                       |                       |                       |                       |                       |                       |                  |                  |                  |                  |             |             |                     |                     |                     |                     |                     |                     |                   |                   |                      |                   |             |             |             |             |             |             |                      |                      |                      |                      |                      |                      |  |  |  |  |  |  |  |  |
|  |  |  |  |  |  |  |  |  |  |                       |                       |                       |                       |                       |                       |                  |                  |                  |                  |             |             | Hugues VII          |                     |                     |                     |                     |                     |                   |                   |                      |                   |             |             |             |             |             |             |                      |                      |                      |                      |                      |                      |  |  |  |  |  |  |  |  |
|  |  |  |  |  |  |  |  |  |  |                       |                       |                       |                       |                       |                       |                  |                  |                  |                  |             |             |                     |                     |                     |                     |                     |                     |                   |                   |                      |                   |             |             |             |             |             |             |                      |                      |                      |                      |                      |                      |  |  |  |  |  |  |  |  |
|  |  |  |  |  |  |  |  |  |  |                       |                       |                       |                       |                       |                       |                  |                  |                  |                  |             |             | Pierre              |                     |                     |                     |                     |                     |                   |                   |                      |                   |             |             |             |             |             |             |                      |                      |                      |                      |                      |                      |  |  |  |  |  |  |  |  |
|  |  |  |  |  |  |  |  |  |  |                       |                       |                       |                       |                       |                       |                  |                  |                  |                  |             |             |                     |                     |                     |                     |                     |                     |                   |                   |                      |                   |             |             |             |             |             |             |                      |                      |                      |                      |                      |                      |  |  |  |  |  |  |  |  |
|  |  |  |  |  |  |  |  |  |  |                       |                       |                       |                       |                       |                       |                  |                  |                  |                  |             |             | Charles Ier         |                     |                     |                     |                     |                     |                   |                   |                      |                   |             |             |             |             |             |             |                      |                      |                      |                      |                      |                      |  |  |  |  |  |  |  |  |
|  |  |  |  |  |  |  |  |  |  |                       |                       |                       |                       |                       |                       |                  |                  |                  |                  |             |             |                     |                     |                     |                     |                     |                     |                   |                   |                      |                   |             |             |             |             |             |             |                      |                      |                      |                      |                      |                      |  |  |  |  |  |  |  |  |
|  |  |  |  |  |  |  |  |  |  |                       |                       |                       |                       |                       |                       |                  |                  |                  |                  |             |             |                     |                     |                     |                     |                     |                     |                   |                   |                      |                   |             |             |             |             |             |             |                      |                      |                      |                      |                      |                      |  |  |  |  |  |  |  |  |
|  |  |  |  |  |  |  |  |  |  |                       |                       |                       |                       | Guy                   | Guy                   | Guy              | Guy              | Guy              | Guy              |             |             | Charles II          | Charles II          | Charles II          | Charles II          | Charles II          | Charles II          |                   |                   | Catherine            | Catherine         | Catherine   | Catherine   | Catherine   | Catherine   |             |             |                      |                      |                      |                      |                      |                      |  |  |  |  |  |  |  |  |
|  |  |  |  |  |  |  |  |  |  |                       |                       |                       |                       | Guy                   | Guy                   | Guy              | Guy              | Guy              | Guy              |             |             | Charles II          | Charles II          | Charles II          | Charles II          | Charles II          | Charles II          |                   |                   | Catherine            | Catherine         | Catherine   | Catherine   | Catherine   | Catherine   |             |             |                      |                      |                      |                      |                      |                      |  |  |  |  |  |  |  |  |
|  |  |  |  |  |  |  |  |  |  |                       |                       |                       |                       | Antoinette            | Antoinette            | Antoinette       | Antoinette       | Antoinette       | Antoinette       |             |             | Georges             | Georges             | Georges             | Georges             | Georges             | Georges             |                   |                   |                      |                   |             |             |             |             |             |             |                      |                      |                      |                      |                      |                      |  |  |  |  |  |  |  |  |
|  |  |  |  |  |  |  |  |  |  |                       |                       |                       |                       | Antoinette            | Antoinette            | Antoinette       | Antoinette       | Antoinette       | Antoinette       |             |             | Georges             | Georges             | Georges             | Georges             | Georges             | Georges             |                   |                   |                      |                   |             |             |             |             |             |             |                      |                      |                      |                      |                      |                      |  |  |  |  |  |  |  |  |

## Après 1550

### Rattachement à la Couronne
Le 31 mars 1550, la reine Catherine de Médicis acheta le château à la famille d'Amboise pour la somme de cent vingt mille livres.
À la fin de 1559, peu après le décès accidentel d'Henri II, Catherine de Médicis échangea finalement le château à sa rivale Diane de Poitiers, maîtresse du défunt roi, contre celui de Chenonceau. Si celle-ci devient propriétaire du château qu'elle cédera à ses descendants, la seigneurie de Chaumont-sur-Loire reste réunie au domaine royal.

### Continuité
Le décret de l'Assemblée nationale du 12 novembre 1789 décrète qu'« il y aura une municipalité dans chaque ville, bourg, paroisse ou communauté de campagne », mais ce n'est qu'avec le décret de la Convention nationale du 10 brumaire an II (31 octobre 1793) que la paroisse de Chaumont-sur-Loire devient formellement « commune de Chaumont-sur-Loire ».
Depuis, l'administration de la commune est assurée par le maire de Chaumont-sur-Loire.
Lors de la création des départements en 1790, la commune de Chaumont-sur-Loire se retrouve, à l'image de Montrichard, en Loir-et-Cher, séparée du fief historique d'Amboise, alors en Indre-et-Loire.
Quant au château, à la suite de sa cession par Catherine de Médicis en faveur de Diane de Poitiers, il est resté privé à travers quelques familles bourgeoises jusqu'en 1938, date à laquelle il est devenue propriété de l'État. Il est aujourd'hui ouvert au public.